# Marie Levasseur
Marie Levasseur (* 18. Mai 1997 in Stoneham-et-Tewkesbury, Québec) ist eine kanadische Fußballspielerin, die seit dem 1. Juli 2023 Vertragsspielerin des HSC Montpellier ist.

## Karriere

### Vereine
Levasseur begann im Alter von vier Jahren für den im Québecer Arrondissement La Haute-Saint-Charles ansässigen Verein CS Haute-Saint-Charles mit dem Fußballspielen. Im Alter von 16 Jahren nahm sie am kanadischen Jugendprogramm unter Trainerin Beverly Priestman teil.
Im Jahr 2015 begab sie sich in die Vereinigten Staaten an die University of Memphis im Bundesstaat Tennessee zwecks Aufnahme eines Studiums in Gesundheitswissenschaften. Während ihrer Studienzeit kam sie auch für das Sport-Team der Bildungseinrichtung, den Tigers, in 79 Meisterschaftsspielen in der American Athletic Conference in der NCAA Division I zum Einsatz, in denen sie 24 Tore erzielte.
Aus den Vereinigten Staaten im März 2019 nach Finnland gelangt, kam sie in der Spielzeit 2019 für den in Oulu ansässigen Verein Oulu Nice Soccer (ONS) in der Kansallinen Liiga, der höchsten Spielklasse im finnischen Frauenfußball, zum Einsatz und erzielte 13 Tore in 24 Punktspielen.
In Frankreich spielte sie anschließend in der Saison 2019/20 für den FC Metz in der Division 1 Féminine, der höchsten Spielklasse im französischen Frauenfußball. Mit dem Abstieg ihrer Mannschaft in die Division 2 Féminine kam sie in dieser Spielklasse in fünf Punktspielen zum Einsatz, in denen sie zwei Tore erzielte. Von 2021 bis 2023 bestritt sie 41 Punktspiele für den Erstligisten FC Fleury, in denen ihr ein Tor gelang. Seit der Saison 2023/24 gehört sie dem Ligakonkurrenten HSC Montpellier an.

### Nationalmannschaft
Mit der U17-Nationalmannschaft nahm sie 2013 an der CONCACAF U17-Meisterschaft in Jamaika teil und bestritt vom 31. Oktober bis zum 9. November 2013 fünf Turnierspiele, in denen sie eben so viele Tore erzielte und mit ihrer Mannschaft den zweiten Platz belegte; im Finale war sie mit ihrer Mannschaft der U17-Nationalmannschaft Mexikos mit 2:4 im Elfmeterschießen unterlegen. Ihr Debüt als Nationalspielerin erfolgte mit dem 8:0-Sieg über die U17-Nationalmannschaft Guatemalas in Montego Bay, das sie mit ihren ersten beiden Länderspieltoren, den Treffern zum 5:0 und 8:0 in der 58. und 88. Minute, krönte. Vom 15. März bis zum 5. April 2014 nahm sie mit ihrer Mannschaft an der ausgetragenen Weltmeisterschaft in Costa Rica teil. Sie wurde im ersten und dritten Spiel der Gruppe B eingesetzt und erzielte am 15. März in Liberia beim 2:2-Unentschieden gegen die U17-Nationalmannschaft Deutschlands das Tor zum 2:0 in der 44. Minute. Im abschließenden Gruppenspiel am 22. März in San Juan de Tibás, beim 2:1-Sieg über die U17-Nationalmannschaft Ghanas erzielte sie beide Tore. Im Viertelfinale am 27. März in San José schied sie mit ihrer Mannschaft nach der 2:3-Niederlage gegen die U17-Nationalmannschaft Venezuelas aus dem Turnier aus, auch in diesem Spiel traf sie.
Im Rahmen der XVII. Panamerikanischen Spiele in Hamilton bestritt sie vom 11. bis 22. Juli 2015 vier Länderspiele für die U23-Nationalmannschaft und beendete das Fußballturnier auf dem vierten Platz. Am 13. Dezember 2015 debütierte sie in der A-Nationalmannschaft, die in Natal, bei der siebten Auflage des Vier-Nationen-Turniers in Brasilien, die Nationalmannschaft von Trinidad und Tobago mit 4:0 bezwang, sie kam als Einwechselspielerin in der 64. Minute ins Spiel. Das zweite Spiel gegen die Nationalmannschaft Brasiliens wurde drei Tage später am selben Spielort mit 1:2 verloren.
Am 13. und 16. November 2016 kam sie in Port Moresby, der Hauptstadt Papua-Neuguineas, in zwei Länderspielen für die U20-Nationalmannschaft bei der Weltmeisterschaft zum Einsatz (0:5 vs. Spanien, 1:3 vs. Nigeria).
Im Spieljahr 2017 bestritt sie fünf Länderspiele, zwei in Freundschaft ausgetragene und drei – einschließlich des mit 0:1 verlorenen Finales gegen die Nationalmannschaft Spaniens – im Turnier um den Algarve-Cup 2017. Am 27. und 30. November 2021 kam sie in zwei Vergleichen mit der Nationalmannschaft Mexikos zum Einsatz, die 1:2 und 0:0 endeten. Zuletzt kam sie am 6. September 2022 in Sydney beim 2:1-Sieg im Freundschaftsspiel gegen die Nationalmannschaft Australiens zum Einsatz.

## Erfolge
- Algarve-Cup-Finalist 2017
- Vierter XVII. Panamerikanische Spiele 2015
- Viertelfinalist U17-Weltmeisterschaft 2014
- Zweiter CONCACAF U17-Meisterschaft 2013